# Parachanna
Parachanna — род пресноводных лучепёрых рыб из семейства змееголовых (Channidae). К этому роду относятся три признанных современных вида, но филогенетическое исследование 2017 года показывает, что также существует четвертый, в настоящее время неописанный вид.
Один ископаемый вид, Parachanna fayumensis, датируемый верхним эоценом и нижним олигоценом, известен из формации Джебель-Катрани в Фаюмской впадине, Египет.

## Виды
В роде Parachanna 3 вида:
- Parachanna africana (Steindachner, 1879)
- Parachanna insignis (Sauvage, 1884)
- Parachanna obscura (Günther, 1861)

## Иллюстрации
- Parachanna obscura
- Parachanna africana